# Don Matthews
Pour les articles homonymes, voir Matthews.
Don Matthews (né le 22 juin 1939 à Amesbury au Massachusetts et mort le 14 juin 2017 à Beaverton (Oregon)) a été entraîneur-chef dans la Ligue canadienne de football.

## Biographie
Ex-entraîneur-chef du Thunder d'Orlando dans la ligue mondiale World League of American Football, Don Matthews est l'entraîneur qui gagne le plus dans toute la LCF, avec 209 victoires. En 2004, Don Matthews est devenu un citoyen canadien. Le 4 octobre 2006, il a démissionné de son poste au sein des Alouettes de Montréal, invoquant des problèmes de santé. Le 9 septembre 2008, il revient comme entraîneur-chef des Argonauts de Toronto. Le 31 octobre 2008, il démissionne de nouveau de son poste d'entraineur-chef.

## Records de l'entraîneur
Don Matthews détient plusieurs records à titre d'entraîneur-chef :
- Nombre total de victoires pour un entraîneur (209)
- Nombre de fois que son équipe a fini au premier rang (9)
- Nombre de parties à la Coupe Grey (8)
- Nombre de victoires à la Coupe Grey (5 - à égalité)

Il a aussi remporté la Coupe Grey cinq fois à titre de coordonnateur défensif pour les Eskimos d'Edmonton.

## Profil de l'entraîneur
- 1977 Eskimos d'Edmonton - Entraîneur des secondeurs
- 1978-1982 Eskimos d'Edmonton- Coordonnateur défensif
- 1983-1987 Lions de la Colombie-Britannique - Entraîneur-chef
- 1989 Eskimos d'Edmonton- Coordonnateur défensif
- 1990 Argonauts de Toronto - Entraîneur-chef
- 1991 Thunder d'Orlando, WLAF - Entraîneur-chef
- 1991-1993 Roughriders de la Saskatchewan - Entraîneur-chef
- 1994-1995 Stallions de Baltimore- Entraîneur-chef
- 1996-1998 Argonauts de Toronto - Entraîneur-chef
- 1999-2000 Eskimos d'Edmonton- Entraîneur-chef
- 2002-2006 Alouettes de Montréal- Entraîneur-chef
- 2008 Argonauts de Toronto - Entraîneur-chef